# Al Charron
Alan Charron (* 27. července 1966, Ottawa) je bývalý kanadský ragbista, který hrál jako druhořadník, rváček a vazač. V roce 2017 byl jmenován do Světové ragbyové síně slávy. Za Kanadu odehrál 76 zápasů a připsal si 44 bodů (1990–2003). Ve všech reprezentačních zápasech hrál v základní sestavě. Ve 25 zápasech byl kapitánem své země. Zúčastnil se MS 1991, MS 1995, MS 1999 a MS 2003, kde ukončil svou kariéru. V roce 1993 byl součástí sedmičkové reprezentace a zúčastnil se s ní mistrovství světa.
Na klubové úrovni vyhrál meziregionální šampionát s týmem Eastern Ontario v roce 1992 a provinční šampionát s týmem Ontario v letech 1995 a 1996. Dvakrát byl zvolen v Anglii nejlepším hráčem sezony podle fanoušků. V roce 1997 jako hráč Moseley a v roce 1999 jako hráč Bristolu. Po přestupu do francouzského týmu Pau byl kapitánem. Kariéru ukončil ve francouzském klubu US Dax. 
Je po něm pojmenované ragbyové kanadské národní tréninkové centrum pro muže a ženy.

## Klubová kariéra
- 1986–1996 Ottawa Irish
- 1997–1998 Moseley
- 1998–2000 Bristol
- 2000–2001 Pau
- 2001–2002 US Dax